# عقربيات سوطية
العقربيات السوطية أو تحت طائفة يوروبيجي أو العقارب الضارية (الاسم العلمي: Uropygi) هي رتبة تتبع طائفة العنكبوتيات من شعبة مفصليات الأرجل.

## فصائل
- العقارب السوطية